# Otto von Fürth
Otto von Fürth (* 18. November 1867 in Strakonitz, Österreich-Ungarn; † 7. Juni 1938 in Wien) war ein österreichischer Mediziner und Chemiker. Seit dem Adelsaufhebungsgesetz 1919 musste er auf den adligen Namensbestandteil verzichten.

## Leben und Werk
Otto von Fürth wurde als Sohn von Josef und Wilhelmine Fürth (geb. Forchheimer) in Strakonitz geboren. Sein älterer Bruder war der Politiker Emil von Fürth (1863–1911). Fürth studierte an der Universität Wien ab 1887 Medizin und Chemie und anschließend bei Franz Hofmeister in Prag. Er folgte Hofmeister 1896 nach Straßburg und kehrte von dort 1905 nach Wien zurück, wo er die Chemische Abteilung im Physiologischen Institut übernahm. Ab 1929 hatte er an derselben Universität einen Lehrstuhl für Medizinische Chemie inne. Nach dem Einmarsch der Nationalsozialisten in Österreich wurde er als Jude von der Universität entlassen und starb kurz darauf. Seine Ehefrau Margarete Fürth und seine Tochter Wilhelmine Fürth wurden 1942 nach Maly Trostinez (Belarus) deportiert und ermordet. Sein Sohn starb schon 1939 kurz nach seiner Entlassung aus dem KZ Dachau. Von Otto von Fürth konnten Bücher ermittelt werden, die er nach seiner Entlassung von der Universität dort zurücklassen musste.
Sein Arbeitsgebiet reichte von der Isolierung des Adrenalins über alle Gebiete der Biochemie.
Im Jahr 1966 wurde in Wien-Donaustadt (22. Bezirk) die Otto-Fürth-Gasse nach ihm benannt.

## Ehrungen und Mitgliedschaften
- Mitglied der Leopoldina seit 1909
- Lieben-Preis 1923

## Schriften (Auswahl)
- Vergleichende chemische Physiologie der niederen Tiere. Jena : Fischer, 1903
- Probleme der physiologischen und pathologischen Chemie. 2 Bände. Leipzig : Verlag von F.C.W. Vogel, 1912